# Uperoleia altissima
Uperoleia altissima é uma espécie de anfíbio da família Myobatrachidae.
É endémica da Austrália.
Os seus habitats naturais são: florestas secas tropicais ou subtropicais , savanas áridas, savanas húmidas, rios e rios intermitentes.
Está ameaçada por perda de habitat.